# 西尾市立矢田小学校
西尾市立矢田小学校（にしおしりつ やたしょうがっこう）は、愛知県西尾市上矢田町にある公立小学校。

## 概要
- 羽塚町（一部）、羽塚西ノ山1丁目、羽塚西ノ山2丁目（一部）、新在家町（一部）、新在家1丁目（一部）、国森町、富山1・2丁目（一部）、上矢田町、下矢田町（一部）、矢田1・2丁目（一部）、住崎町（一部）、法光寺町（一部）、楠村町（一部）、平坂町（一部）、寺津町（一部）、寺津5丁目（一部）が校区である[1]。
- 2019年（令和元年）5月時点の児童数は1004名であり、西尾市内の小学校では最も多い[2]。

## 沿革
矢田小学校の開校年は明治22年（1889年）である。これは尋常小学羽塚学校と尋常小学上矢田学校を統合し、尋常小学上矢田学校となった年である。ここではそれ以前についても記述する。
- 1872年（明治5年）8月 - 羽塚村に郷学校として羽塚郷学校が開校する。
- 1873年（明治6年）
  - 4月 - 羽塚郷学校が羽塚義校に改称する。
  - 10月2日 - 上矢田村に小学率性学校が開校する。羽塚義校が小学誠意学校に改称する。
- 1876年（明治9年）7月15日 - 小学率性学校が上矢田学校に、小学誠意学校が羽塚学校に改称する。
- 1882年（明治15年）11月 - 上矢田学校が第10学区公立小学上矢田学校に、羽塚学校が第10学区公立小学羽塚学校に改称する。
- 1887年（明治20年） - 第10学区公立小学上矢田学校が尋常小学上矢田学校に、第10学区公立小学羽塚学校が尋常小学羽塚学校に改称する。
- 1889年（明治22年） -
  - 富山村、上矢田村、羽塚村、下矢田村、住崎村、新在家村、国森村が合併し、奥津村が発足する。
  - 尋常小学上矢田学校と尋常小学羽塚学校を統合し、尋常小学上矢田学校となる。
- 1892年（明治25年）8月 - 奥津尋常小学校に改称する。
- 1894年（明治27年）6月27日 - 高等科を設置し、奥津尋常高等小学校に改称する。
- 1906年（明治39年）
  - 5月1日 - 奥津村の大部分（山田・富山・上矢田・羽塚・下矢田・国森・新在家・徳永）は、平坂村、中畑村、及び西野町村の一部（田貫）と合併し、平坂村が発足。奥津村の一部（住崎）は、西尾町、西野町村（上町・下町・小間・法光寺）、大宝村の一部（矢曽根・町田・寄近・徳次）と合併し、西尾町が発足。
  - 9月15日 - 高等科を廃止し、平坂第二尋常小学校に改称する。
- 1924年（大正13年）10月1日 - 平坂村が町制施行し、平坂町となる。
- 1941年（昭和16年）4月1日 - 平坂第二国民学校に改称する。
- 1946年（昭和21年）4月1日 - 平坂町東部国民学校に改称する。
- 1947年（昭和22年）4月1日 - 平坂町立平坂東部小学校に改称する。
- 1954年（昭和29年）8月10日 - 平坂町が西尾市に編入される。同時に西尾市立矢田小学校に改称する。

## 交通アクセス
- 六万石くるりんバス東廻り線「矢田小東」バス停より徒歩約2分。
- 名鉄西尾線福地駅下車、徒歩約40分。

## 周辺施設
- 西尾市立平坂中学校
- 西尾市立平坂小学校
- 西尾市立矢田保育園
- 西尾信用金庫矢田支店
- 東レハイブリッドコード本社工場